# Franz Beckenbauer
Franz Anton Albert Beckenbauer (Munique, 11 de setembro de 1945 – Salzburgo, 7 de janeiro de 2024) foi um treinador e futebolista alemão que atuou como zagueiro, líbero ou volante. É amplamente considerado como um dos maiores defensores de todos os tempos.
Exerceu o cargo de presidente do Bayern de Munique por 15 anos, clube com o qual tem sua história entrelaçada. Sua alcunha é de Kaiser ("O Imperador", em alemão). Com a Seleção Alemã (da então Alemanha Ocidental), foi campeão mundial como jogador (em 1974) e técnico (1990), sendo um dos três únicos a deter tal marca, ao lado do brasileiro Zagallo e do francês Didier Deschamps. É também um dos sete jogadores a terem conquistado as medalhas de ouro, de prata e de bronze em Copas do Mundo FIFA.
Internamente, Beckenbauer é o símbolo da elevação de patamar do Bayern de Munique de clube modesto no país, à potência principal do futebol alemão e também a potência global. Curiosamente, na infância era torcedor do rival Munique 1860, do qual tornou-se sócio vitalício em 1998, o que não o impediu de ser ao mesmo tempo presidente de honra do Bayern. Um filho seu, Stefan, jogou nos dois clubes.
É considerado pela maioria dos especialistas como o maior e melhor zagueiro da história do futebol, tendo ganho, além da Copa do Mundo, diversos títulos e prêmios no futebol europeu: Liga dos Campeões da UEFA, Eurocopa e Bola de Ouro. Também foi responsável direto pelo início da carreira de outra glória do futebol alemão e mundial, o goleiro Sepp Maier, seu amigo de infância.

## Carreira como jogador

### Bayern Munique

#### Início
Nascido em Munique, Beckenbauer cresceu no bairro de Giesing, reduto do Munique 1860, do qual tornou-se natural torcedor. Contudo, viria a se desencantar com o clube após enfrentá-lo por um outro time em um torneio sub-14, em partida na qual foi esbofeteado por um oponente. Preferiu então ingressar nos juvenis do Bayern de Munique, ingressando ali exatamente com a idade de 14 anos.
Na infância, também jogava tênis, tornando-se amigo de Sepp Maier, com quem praticava o esporte. Maier foi convencido relutantemente por Beckenbauer a também jogar futebol, "mais fácil", segundo o futuro Kaiser, que inclusive indicou a melhor posição para o amigo, que não tanta habilidade com os pés: goleiro. Convencer Maier, que também foi para o Bayern, não foi tão difícil para quem já havia peitado o próprio pai, que, aposentado devido a ferimentos que sofrera na Segunda Guerra Mundial, não gostava que Beckenbauer utilizasse para jogar futebol o único par de sapatos que possuía.
Quando tinha 18 anos Beckenbauer esteve perto de abandonar a carreira futebolística por se recusar a se casar. A situação aconteceu em 1963 quando a federação alemã o suspendeu após uma queixa da então namorada, grávida, com quem Beckenbauer se recusava a casar. Somente após a intervenção de Dettmar Cramer, foi permitido o regresso de Beckenbauer aos treinos. Meses depois, o jovem alemão estreava finalmente pelo Bayern de Munique, num embate frente ao Stuttgarter Kickers.
Quando Beckenbauer e Maier ascenderam ao time principal, em 1965, o rival Munique 1860 vivia melhor momento: havia acabado de ser vice-campeão da Recopa Europeia, tendo levantado em 1964 a Copa da Alemanha pela segunda vez. O Bayern, por sua vez, tinha como títulos a Copa da Alemanha de 1959 e um longínquo Campeonato Alemão em 1932 e havia acabado de subir da segunda divisão. O time alemão mais vitorioso era o também bávaro Nuremberg, com então sete títulos no campeonato. Paralelamente, Beckenbauer encontraria no elenco outro parceiro, Gerd Müller.
Em sua primeira temporada profissional, o jovem Beckenbauer viu o outro time da cidade ser o campeão da Bundesliga e igualar-se ao número de conquistas do seu time, que ainda por cima não tinha nenhuma expressão internacional. Na Bundes, o Bayern ficou em terceiro, a três pontos do 1860; já na Copa da Alemanha os vermelhos foram campeões. A performance do jovem o levaria de imediato à Seleção Alemã-Ocidental, que o convocaria para a Copa do Mundo FIFA de 1966, ao final daquela temporada 1965–66. Maier também foi à Copa, como terceiro goleiro, enquanto Beckenbauer já seria titular.
Beckenbauer e Maier voltaram da Inglaterra com a experiência de terem sido vice-campeões (para a própria Inglaterra), o que parece sido bom para a carreira de ambos e para o clube de ambos. Na temporada seguinte, os dois conseguiriam com o Bayern o que o rival 1860 perdera na anterior: o troféu da Recopa Europeia, o primeiro título internacional do clube. O troféu veio com vitória por 1 a 0 na prorrogação sobre os escoceses do Rangers; a equipe também seria bi da Copa da Alemanha. O habilidoso meia de futebol vigoroso, liderança natural, passes precisos de curta e longa distância e capaz de desarmar sem fazer faltas acabaria recebendo a alcunha de "brasileiro da Alemanha", antes de tornar-se Kaiser. Outras marcas registradas de seu futebol vistoso eram a elegância com seu porte ereto, passadas largas e a cabeça sempre erguida, além da grande visão de jogo.
Na temporada de 1968–69, viria finalmente o primeiro título do Bayern na Bundesliga, o primeiro troféu do clube no Campeonato Alemão desde 1932. A conquista ofuscou a decepção da Alemanha Ocidental em relação à Eurocopa de 1968: nas Eliminatórias, o país foi desclassificado ao empatar com a inexpressiva Albânia.

#### Era de Ouro

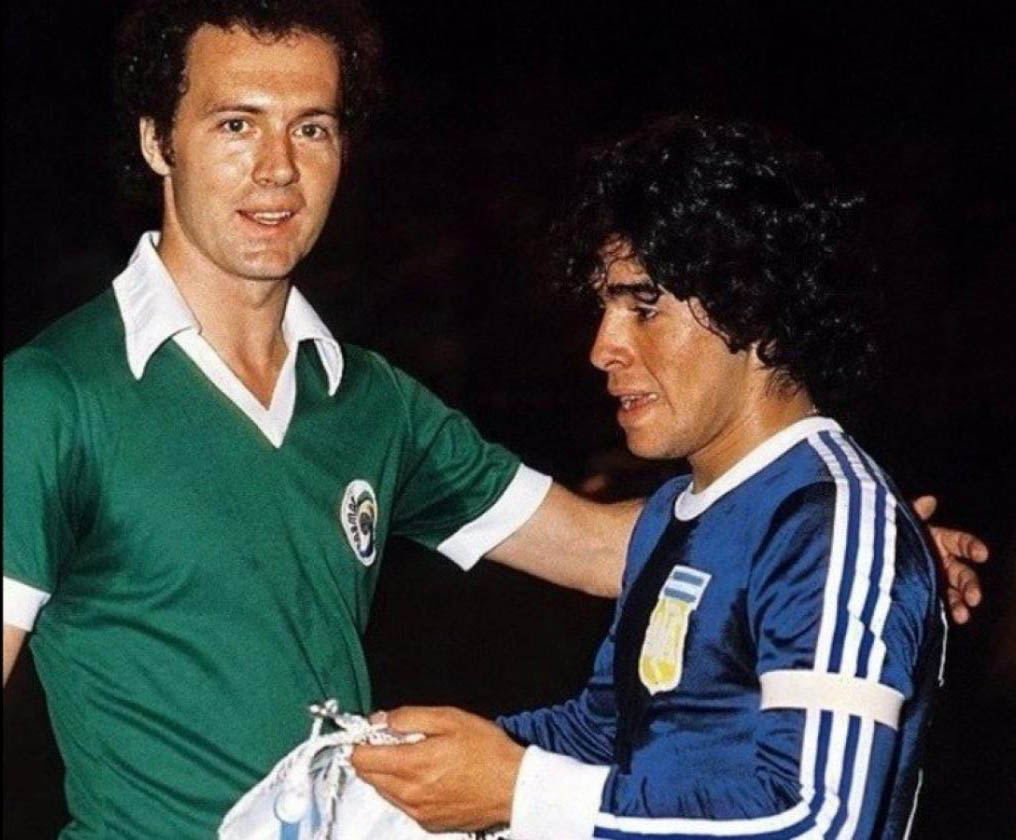
Beckenbauer e Diego Maradona durante um amistoso do New York Cosmos na Argentina, em 1978

Após o título, Beckenbauer solidificou sua presença na Seleção, juntamente com os amigos Maier e Müller. Aos poucos, o Bayern desvencilhava-se da rivalidade com o 1860 e formava outra, contra o Borussia Mönchengladbach, campeão da Bundesliga nas duas temporadas seguintes, em que o Bayern foi vice. A resposta veio com um tricampeonato consecutivo iniciado em 1971. Um outro tricampeonato ocorreria no mais importante torneio europeu de clubes, a Liga dos Campeões da UEFA, que nenhum clube alemão havia conquistado ainda. O Bayern venceria o torneio em 1974, 1975 e 1976, sucedendo um igual tricampeonato do Ajax de Johan Cruijff. O tricampeonato em 1976 lhe renderia sua segunda Bola de Ouro; a France Football lhe entregara a premiação pela primeira vez em 1972.
O primeiro dos títulos foi o mais dramático: o Atlético de Madrid abrira o placar a seis minutos do fim da prorrogação. O lateral Hans-Georg Schwarzenbeck empatou de fora da área nos últimos segundos, forçando um jogo-desempate. Os muniquenses levaram fácil a melhor sobre um adversário abatido, goleando por 4 a 0 semanas antes da Copa do Mundo FIFA de 1974, da qual sete dos onze titulares vitoriosos na final eram do clube: Beckenbauer, Maier, Müller, Schwarzenbeck, Paul Breitner e Uli Hoeneß. Daí vinha a relação que perdura até os dias atuais entre os grandes jogadores da Seleção Alemã e o Bayern.
As duas conquistas europeias seguintes, contra Leeds United e Saint-Étienne, vieram com o time perdendo espaço no Campeonato Alemão; o rival-novo Borussia Mönchengladbach inclusive igualaria o tricampeonato nacional seguido. Aos 33 anos, líder do Bayern desde os 22, Beckenbauer decidiu aceitar proposta do futebol estadunidense. O clube era o New York Cosmos, que no mesmo período contratara outras estrelas internacionais: o brasileiro Carlos Alberto Torres e o italiano Giorgio Chinaglia. Deixou o Bayern como um dos grandes responsáveis por mudar o destino do clube, que se tornaria o maior da Alemanha, a ponto de deixar a rivalidade com o Munique 1860 de lado para despertar outras em todos os grandes times do país.

### New York Cosmos e Hamburgo

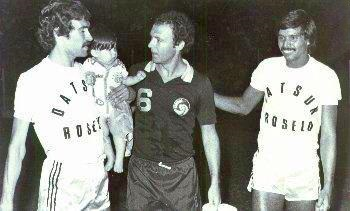
Beckenbauer (centro) no New York Cosmos em 1980

O Cosmos já era famoso mundialmente por ter contratado ninguém menos que Pelé em 1975. O Kaiser superou o próprio Rei na eleição do melhor jogador nos Estados Unidos em seu primeiro ano no clube de Nova Iorque (o único ano em que jogou ao lado de Pelé, que se aposentaria), sendo campeão. No mesmo ano em que aceitou o convite, por coincidência ou não, perderia lugar na Seleção: o técnico Helmut Schön o considerava velho e o avisou de antemão que não o incluiria entre os convocados para a Copa do Mundo FIFA de 1978.
Outros dois títulos nacionais com o Cosmos viriam em 1979 e 1980, com a equipe contando também com Johan Neeskens, Marinho Chagas e Romerito. Após o terceiro Soccer Bowl pelo Cosmos, Beckenbauer resolveu voltar à Alemanha Ocidental, visando participação na Copa do Mundo FIFA de 1982. Escolheu o Hamburgo, sucessor do Mönchengladbach como rival momentâneo do Bayern: o HSV fora campeão em 1979 sobre os muniquenses, e a ordem fora invertida no ano seguinte.
Em sua primeira temporada no Hamburgo, o clube foi novamente vice-campeão contra o Bayern, que somava o seu nono título alemão, tornando-se o maior vencedor do campeonato. Na segunda, que era a temporada justamente anterior à Copa, o Hamburgo levaria a melhor, com seu ex-clube ficando em terceiro. Entretanto, não convocado para o mundial da Espanha, Beckenbauer ficou desgostoso e resolveu voltar imediatamente ao Cosmos, aposentando-se lá no ano seguinte, 1983 — perdendo o bicampeonato do Hamburgo e o título que o clube teria no mesmo ano na Copa dos Campeões da UEFA.

## Seleção Nacional

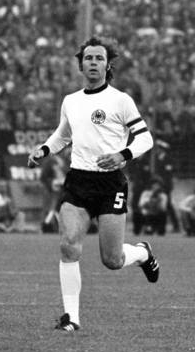
No duelo entre a Alemanha Ocidental e Oriental, na Copa do Mundo de 1974

Foi utilizado pela primeira vez nas Eliminatórias para a Copa do Mundo FIFA de 1966, onde começou sua parceria sólida no meio-campo da Seleção com Wolfgang Overath, do Colônia. A Alemanha Ocidental classificou-se no grupo que compunha com Suécia e Chipre.
Aos 21 anos, já era eleito um dos melhores de uma Copa do Mundo FIFA. Ele, que acabara de chegar à Seleção Alemã-Ocidental, firmava-se rapidamente entre os titulares e seria vice-campeão da Copa do Mundo de 1966. Ao contrário dos volantes da época, que ficavam no desarme e na proteção à defesa, Beckenbauer mostrou logo no jogo inaugural um diferencial, ao partir de seu campo com a bola dominada para o ataque e marcando dois contra a Suíça. Marcou seu terceiro gol nas quartas-de-final, contra o Uruguai, e outro na semifinal, o segundo dos 2 a 1 sobre a União Soviética de Lev Yashin, em belíssimo chute de fora da área em que a bola entrou no ângulo esquerdo do lendário goleiro soviético, após dar a impressão de que sairia. Na final, coube a ele marcar o astro máximo do adversário, a anfitriã Inglaterra: Bobby Charlton. Os dois gênios acabariam então se anulando na decisão, que terminou com vitória britânica por 4 a 2.
Após a Alemanha Ocidental perder pela última vez um torneio importante, ao ser eliminada da Eurocopa 1968, o país foi à Copa do Mundo FIFA de 1970 com Beckenbauer já como capitão da Mannschaft, posto que ocuparia por dez anos. Protagonizaria no México uma das cenas antológicas em mundiais, ao participar no sacrifício na semifinal, contra a Itália, em que teve de jogar boa parte do jogo segurando o ombro direito, deslocado. A lesão ocorreu aos 25 minutos de jogo, onde levou uma trombada quando tentava entrar na área italiana; como as substituições permitidas (na época, duas) já haviam sido feitas, ele teve de imobilizar o ombro e voltar ao campo.
Acabaria em vão: os italianos venceriam por 4 a 3 e iriam à final. Antes, nas quartas de final, os alemães já haviam sentido o gosto de vingar-se dos rivais ingleses: reverteram uma derrota parcial de 2 a 0 e viraram a partida para 3 a 2, com o primeiro gol da reação sendo marcado pelo Kaiser, que havia inicialmente sido incumbido de marcar novamente Bobby Charlton, resolvendo deixar a vigilância sobre o inglês de lado após o segundo gol adversário. Vinte minutos depois, acertaria de fora da área no canto direito de Peter Bonetti. Os alemães-ocidentais terminariam a Copa obtendo a terceira colocação, para cujo jogo Beckenbauer foi poupado, devido à lesão no ombro.
O primeiro troféu do Kaiser viria dois anos depois, com o título da Euro 1972 sobre a União Soviética. Naquele ano ele, campeão nacional com o Bayern, receberia sua primeira Bola de Ouro como melhor jogador da Europa. Dois anos depois, a Alemanha Ocidental sediaria a Copa. Na primeira fase da Copa do Mundo FIFA de 1974, o país classificou-se sem sustos, com vitórias sobre Chile e Austrália. Perdeu quando podia: na última rodada, para a rival Alemanha Oriental, para a surpresa de muitos e, para outros, a acusação de que o resultado foi "permitido" para os anfitriões não enfrentarem o Brasil na fase de grupos seguinte (como seria disputada a segunda fase do torneio, ao invés de mata-matas).
Na segunda fase, vitórias sobre Iugoslávia e Suécia deixaram a vaga na final ser decidida diretamente contra outra rival, a Polônia. Em jogo duro, os germânicos venceram por 1 a 0 e enfrentariam na final a grande sensação, os Países Baixos de Johan Cruijff, que haviam eliminado a Seleção Brasileira. Se na Alemanha Ocidental ninguém discutia sua liderança, a ponto de ele interferir na escalação da final — preferia o parceiro Overath ao herói da Euro 72, Günter Netzer, acusado de mercenário, o mundo aguardava seu tira-teima com o craque neerlandês. A final terminaria em vitória de virada por 2 a 1 para os anfitriões, fazendo de Beckenbauer o primeiro jogador a erguer o troféu da Copa do Mundo FIFA.
Dois anos depois, aos 30 anos, seria vice-campeão da Eurocopa de 1976, perdida nos pênaltis para a Tchecoslováquia. No ano seguinte, quando foi jogar nos Estados Unidos, perderia seu espaço na Nationalelf e não voltaria mais.

## Carreira como treinador

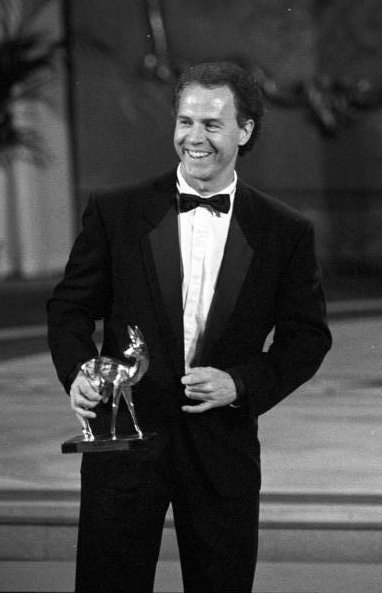
Recebendo premiação por seu título como treinador na Copa do Mundo FIFA de 1990

Dez anos após seu último torneio pela Alemanha Ocidental, voltava à Seleção do país como técnico, substituindo Jupp Derwall. Em sua primeira experiência como treinador, foi logo vice-campeão da Copa do Mundo FIFA de 1986, mas seguiu-se um decepcionante terceiro lugar na Eurocopa de 1988, disputada em casa. No mundial seguinte, a Seleção Alemã-Ocidental reencontraria na final o adversário que a vencera em 1986, a Argentina, em uma luta entre ambas pelo tricampeonato mundial, o que igualaria uma das duas a Brasil e Itália. Dessa vez, a Alemanha Ocidental levou a melhor e venceu por 1 a 0 na final, com gol de Andreas Brehme. Depois da Copa, Beckenbauer deixou o posto para seu ex-colega Berti Vogts.
A segunda experiência como treinador viria na França. Convidado pelo presidente do clube, aceitou a proposta para treinar o Olympique de Marseille após a Copa, mas não teve sucesso; o clube chegou à final da Copa dos Campeões da UEFA de 1990–91 já sem o Kaiser como treinador.
As outras oportunidades como técnico vieram com o Bayern de Munique, duas vezes, acumulando já a função de presidente. Foi campeão alemão em 1993–94, assumindo o cargo no decorrer da temporada. Em 1996, na segunda passagem, despediu-se com um troféu, o da Copa da UEFA de 1995–96. Manteve-se como presidente do Bayern até 2009, tornando-se presidente honorário desde então. Também assumiu a superintendência do Comitê Organizador da Copa do Mundo FIFA de 2006, realizada na Alemanha.

## Vida pessoal, saúde e morte
Beckenbauer, que trabalhou como comentarista do caderno de esportes do jornal Bild, vivia desde 1982 em Salzburgo, na Áustria, e estava casado pela terceira vez. Com suas várias relações teve seis filhos.
Morreu em 7 de janeiro de 2024, aos 78 anos. Um comunicado da família foi divulgado pela imprensa alemã, sem detalhes sobre a causa, apenas informando que o ex-jogador faleceu durante o sono.

## Títulos como jogador
Bayern de Munique
- Copa da Alemanha: 1965–66, 1966–67, 1968–69 e 1970–71
- Recopa Europeia: 1966–67
- Bundesliga: 1968–69, 1971–72, 1972–73 e 1973–74
- Liga dos Campeões da UEFA: 1973–74, 1974–75 e 1975–76
- Copa Intercontinental: 1976

New York Cosmos
- North American Soccer League: 1976–77, 1977–78 e 1979–80

Hamburgo
- Bundesliga: 1981–82

Seleção Alemã Ocidental
- Eurocopa: 1972
- Copa do Mundo FIFA: 1974

### Prêmios individuais
- Ballon d'Or: 1972 e 1976
- Futebolista Alemão do Ano: 1966, 1968, 1974 e 1976
- Seleção da Bundesliga: 1965–66, 1966–67, 1967–68, 1968–69, 1969–70, 1970–71, 1971–72, 1972–73, 1973–74, 1974–75, 1975–76 e 1976–77
- Melhor jogador jovem da Copa do Mundo FIFA: 1966
- Bola de Bronze da Copa do Mundo FIFA: 1966
- Bola de Prata da Copa do Mundo FIFA: 1974
- Equipe das estrelas da Copa do Mundo FIFA: 1966, 1970 e 1974
- FIFA XI: 1968
- Equipe das Estrelas da Eurocopa 1972 e 1976
- Melhor jogador da North American Soccer League: 1977
- Ordem de Mérito da FIFA: 1984
- Seleção de Todos os Tempos da Copa do Mundo FIFA
- Seleção de Futebol do Século XX
- FIFA 100: 2004[22]
- Melhor futebolista do século: 3º lugar
- Prêmio Laureus do Esporte Mundial: Prêmio pela carreira - 2007
- Prémio Golden Foot
- Melhor onze de todos os tempos da World Soccer: 2013
- Melhor equipe de todos os tempos da Eurocopa: 2016
- Hall da Fama do Futebol Alemão
- Melhor onze do Bayern de Munique
- Bola de Ouro Dream Team: Melhor Zagueiro da História
- 11Leyendas Jornal AS: 2021[23]
- IFFHS All Time World Men's Dream Team[24]

## Títulos como treinador
Olympique de Marseille
- Ligue 1: 1990–91

Bayern Munique
- Bundesliga: 1993–94
- Copa da UEFA: 1995–96

Seleção Alemã
- Copa do Mundo FIFA: 1990

### Prêmios individuais
- Treinador Europeu do ano: 1990
- Treinador do Ano da World Soccer: 1990
- 29º Melhor Treinador de Todos os Tempos da World Soccer: 2013[25][26]